# ザ・オライリー・ファクター
『ザ・オライリー・ファクター』（The Factor）は、ビル・オライリーがホストを務めるアメリカのFOXニュースの看板報道番組。1996年10月7日から2017年4月21日まで放送された1時間番組。放送時間は、（東部）平日 20時 - 21時、23時 - 24時（再放送）、翌朝 5時 - 6時（再放送）。

## 概要
他の FOXニュース番組と違い、ライブ・トゥー・テープ (live to tape) 方式で放送されている。 つまり、そのニュース番組は、 生放送では無く、あらかじめニュース番組を収録したのを放送している。 そして、実際の放送時間は、コマーシャルがあるため43分間のニュース番組である。